# 하인스 (일리노이주)
하인스(Hines)는 미국 일리노이주에 있는 도시다.